# Paul Heinrich August Möbius
Paul Heinrich August Möbius, född den 31 maj 1825 i Leipzig, död den 8 juni 1889 i Friedrichroda, var en tysk skolman och skriftställare, son till August Ferdinand Möbius, far till Paul Julius och Martin Möbius.
Efter att ha studerat teologi, filosofi och filologi i Leipzig och Berlin blev han 1848 lärare vid Thomasskolan i Leipzig. I denna stad innehade han sedan olika befattningar, tills han 1869 överflyttade till Gotha, där han var verksam till ett par månader före sin död.